# 13253 Stejneger
13253 Stejneger è un asteroide della fascia principale. Scoperto nel 1998, presenta un'orbita caratterizzata da un semiasse maggiore pari a 2,2695758 UA e da un'eccentricità di 0,1116866, inclinata di 6,44611° rispetto all'eclittica.